# Exetastes curvator
Exetastes curvator är en stekelart som beskrevs av Aubert 1977. Exetastes curvator ingår i släktet Exetastes och familjen brokparasitsteklar. Inga underarter finns listade i Catalogue of Life.